# 武功雑記
『武功雑記』（ぶこうざっき）は、肥前平戸藩4代藩主松浦鎮信（重信、天祥）が記した戦話・武辺咄（ぶへんばなし）で 、元禄9年（1696年）頃に成立したとされる。原本は不明だが、17巻構成の写本が伝わる。

## 概略
天正から元和年間に活躍した諸士諸将の武勲を雑記したもので、松浦鎮信（重信）が寛文3年（1663年）から元禄9年（1696年）に至る30年間にわたって聞書したものである。
内容は、織田信長、豊臣秀吉、徳川家康、あるいはその家臣の有力大名、武将についての逸話が主で、特に関ヶ原の戦い、大坂の陣について詳しいが、他にも今川義元は「武将に似合わず足が短く胴が長く一軍の将にふさわしからず」と容姿を酷評した条や、『甲陽軍鑑』の仮冒を指摘して軍師山本勘助は虚像として批判した条や、島津義久が「樫木棒」を武器として使っていたという条、明智光秀が渡り奉公してかつて三河の牛久保城主牧野右京大夫に仕えていたとする条、正統な天下人の子孫である豊臣国松の処刑を憚って人外の者であるという穢多にやらせたとする条など、雑多で興味深い逸話がある。
これは平戸藩が大坂浪人や武芸に秀でた浪人を多数の召し抱えて、その数が2百人を超えたといわれており、この者達の老年から聞書をして認めたためとされる。体験談に基づくので、話の内容は比較的信憑性が高いとされる。叙述が素朴で修辞が少ないのは、もともと文章ではなく、断片的な咄の筆記だからで、すべてで1千70条に及ぶが、あるものには誰々の咄といった具合に発言の浪人の名を記した註がついている。
明治の漢学者で、『史籍集覧』の編集者としても知られる近藤瓶城は、著者の松浦鎮信を三位法印の方と誤解しているが、実際は同名の曾孫が著者である。松浦家で保存されていた写本の最終巻に「元禄第九丙子寫春」とあり、幕府の印章も元禄のものであったことから、これが成立時期の根拠とされた。

## 書誌情報
- 『武功雑記』（明治36年（1903年）、青山清吉出版）
- 松浦鎮信 著「国立国会図書館デジタルコレクション 第四十一 武功雜記」、近藤瓶城 編『史籍集覧. 第10冊』近藤出版部、1926年。
- 松浦鎮信 著「国立国会図書館デジタルコレクション 武功雜記」、近藤瓶城 編『続史籍集覧. 第7冊』近藤出版部、1930年。